# Trichastylopsis
Trichastylopsis es un género de escarabajos longicornios de la tribu Acanthocinini.

## Especies
- Trichastylopsis albida (LeConte, 1852)
- Trichastylopsis hoguei Chemsak & Linsley, 1978